# باتورين
باتورين (Батурин) هي مدينة تاريخية في مقاطعة تشيرنيهيفسكا في شمال أوكرانيا . تقع في منطقة نيجين على ضفاف نهر سيم. تستضيف إدارة بلدية باتورين الحضرية، إحدى البلديات في أوكرانيا. ويبلغ عدد سكانها حوالي 2815 نسمة.